# Водно стъкло
Натриевият силикат, известен като водно стъкло, представлява стъкловидна сплав (силикат на калий или натрий) или разтвор на тези силикати калий (K2SiO3) и/или натрий (Na2SiO3) с хидратиран оксид на силиций (SiO2·xH2O).

## Приложение
Използва се за изолиране на влага в открити помещения чрез грундиране, за водозащитни замазки, като лепило в строителството, дървообработването, хартиената и картонената промишленост, при производството на прахове за пране, в леярската промишленост, за пречистване на сяра.